# Алегрина (Болоња)
Алегрина (итал. Allegrina) је насеље у Италији у округу Болоња, региону Емилија-Ромања.
Према процени из 2011. у насељу је живело 18 становника. Насеље се налази на надморској висини од 279 м.